# Kruszownica zwyczajna

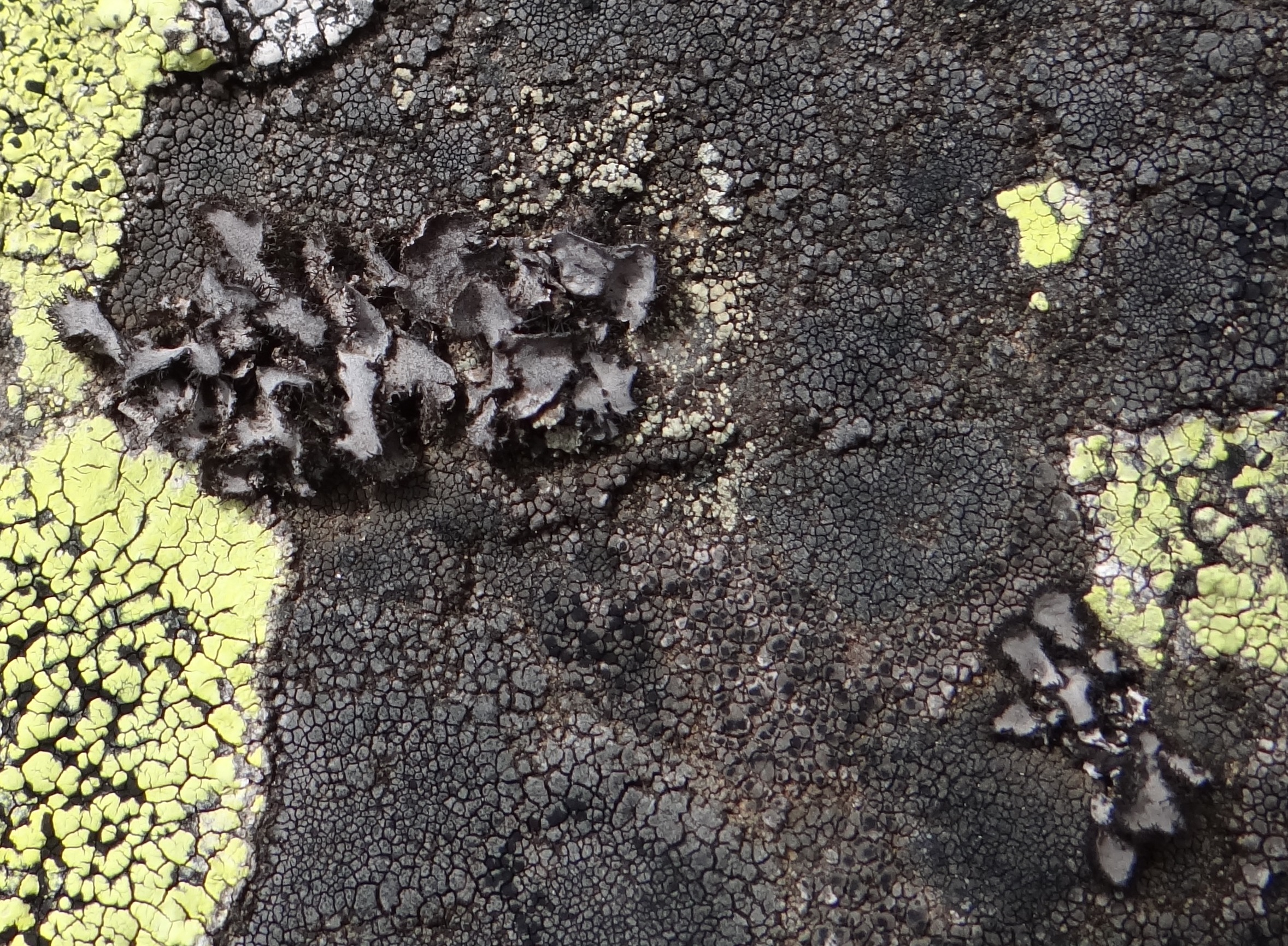
Kruszownica zwyczajna i Rhizocarpon sp. na granitowej skale

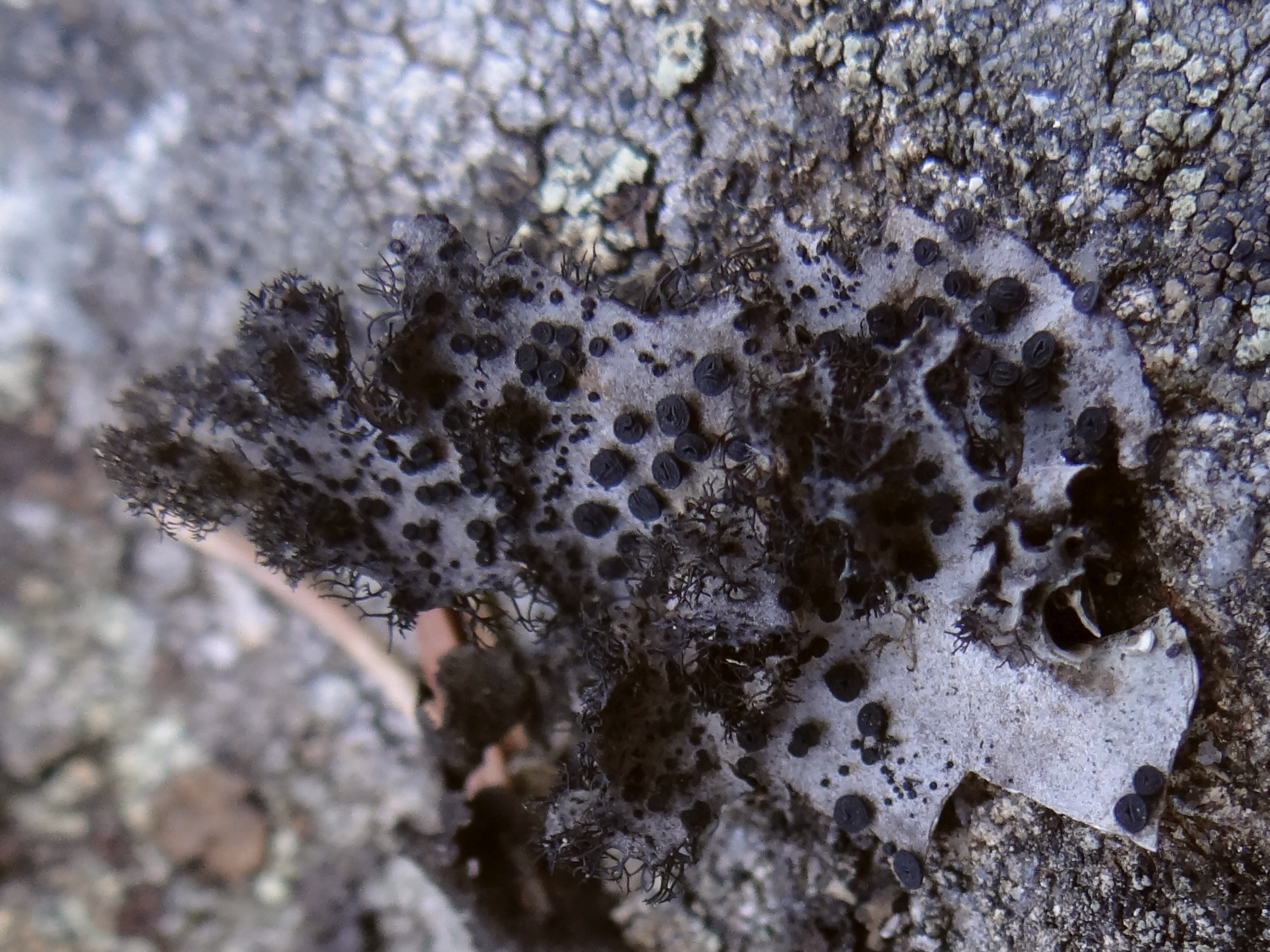

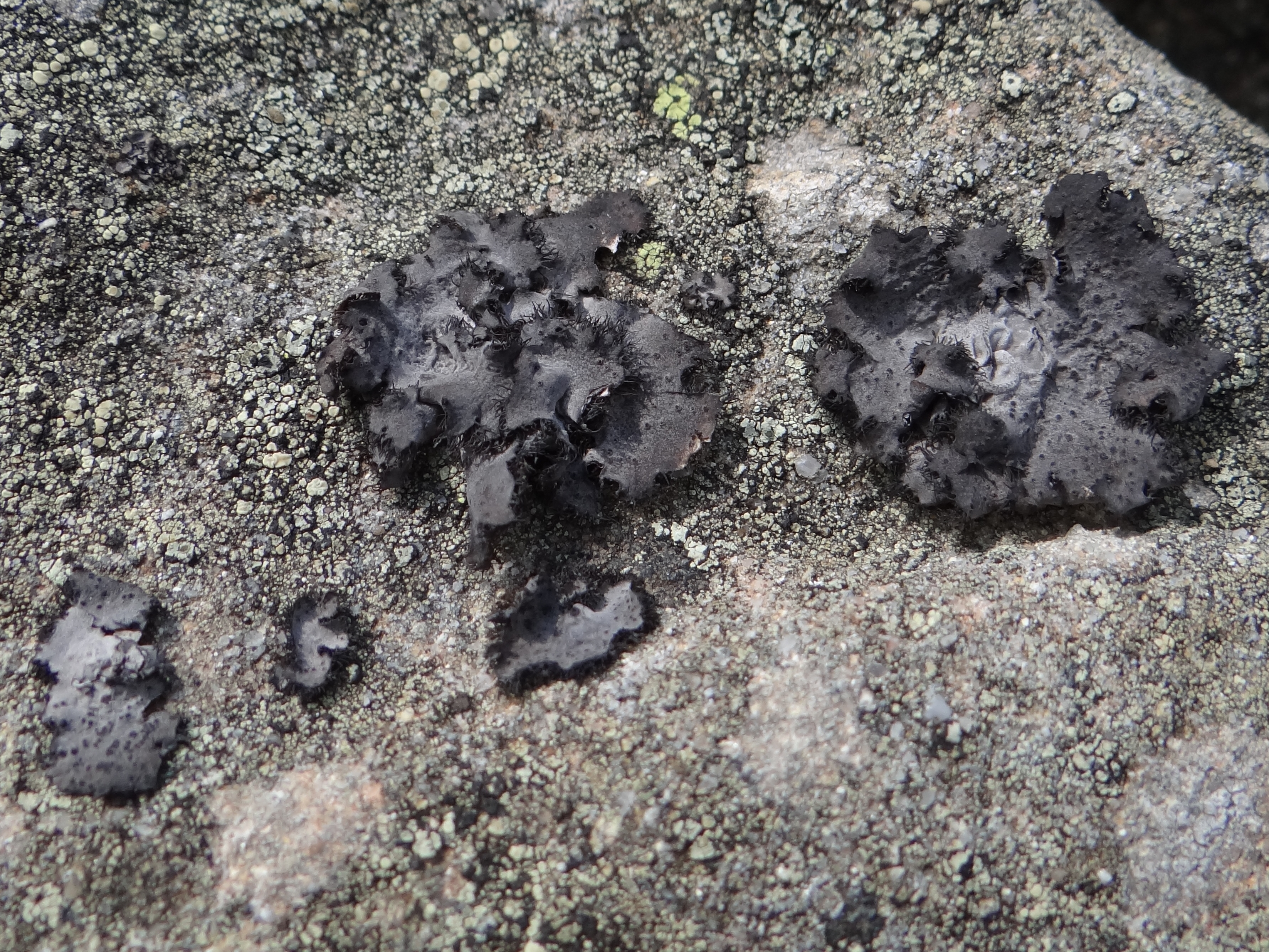

Kruszownica zwyczajna (Umbilicaria cylindrica (L.) Delise – gatunek grzybów z rodziny kruszownicowatych (Umbilicariaceae). Ze względu na współżycie z glonami zaliczany jest do porostów.  

## Systematyka i nazewnictwo
Pozycja w klasyfikacji według Index Fungorum: Umbilicaria, Umbilicariaceae, Umbilicariales, Incertae sedis, Lecanoromycetes, Pezizomycotina, Ascomycota, Fungi.
Po raz pierwszy gatunek ten zdiagnozowany został w 1753 przez K. Linneusza jako Lichen cylindricus. Do rodzaju Umbilicaria przeniósł go w 1805 Delise i nazwa nadana przez tegoż autora jest według Index Fungorum prawidłowa. Nazwa polska według Krytycznej listy porostów i grzybów naporostowych Polski. 
W obrębie gatunku wyróżnia się dwie odmiany:
- Umbilicaria cylindrica var. cylindrica (L.) Delise 1830
- Umbilicaria cylindrica var. tornata (Ach.) Nyl. 1861

## Charakterystyka
Plecha listkowata z glonami protokokkoidalnymi, zazwyczaj złożona z wielu listków, czasami tylko jednolistkowa.  Do podłoża przyrośnięta jest uczepem. Poszczególne listki mają średnicę 2–4(7 cm), są dość grube i podczas suchej pogody są bardzo kruche, kruszą się w palcach. Górna powierzchnia jest gładka lub pomarszczona, a w środkowej części pofałdowana lub żeberkowato-siatkowata.  Jest biaława lub szara, czasami ma brunatny odcień. Charakterystyczną cechą jest występowanie na brzegach czarnych, rozgałęzionych wyrostków. Dolna powierzchnia ma barwę od różowo-cielistej do żółtobrunatnej. Jest na niej wiele czarnej barwy chwytników, które mogą być pojedyncze lub rozgałęzione. Reakcje barwne: rdzeń K+ czerwony, C-,  P+ pomarańczowy lub P-.
Licznie występują apotecja lecideowe. Mają średnicę 0,5–1,5 mm, są okrągławe, początkowo posiadają krótkie trzoneczki, później są siedzące. Ich czarne, płaskie lub wypukłe tarczki są głęboko, koncentrycznie  rowkowane. W jednym worku powstaje po 8 grubościennych, elipsoidalnych i prostych askospor o rozmiarach 7–15 × 4-7 μm. 
Metabolity wtórne: kwas norstiktowy.

## Występowanie i siedlisko
Gatunek rozprzestrzeniony na całej półkuli północnej; występuje tutaj na wszystkich kontynentach, w Arktyce i na wielu wyspach. Z wyjątkiem Antarktydy występuje również na wszystkich kontynentach półkuli południowej, ale znacznie rzadziej. Jest gatunkiem głównie arktyczno-alpejskim. W Polsce odmiana cylindrica występuje w Karpatach, Sudetach oraz na Pobrzeżu Południowobałtyckim, var. tornata tylko w Centralnych Karpatach Zachodnich. W polskich górach jest pospolity w piętrze kosodrzewiny, halnym i turniowym, niżej jest znacznie rzadszy. Rośnie na słonecznych miejscach na skałach krzemianowych. W Polsce był gatunkiem ściśle chronionym, od 9 października 2014 r. został wykreślony z listy gatunków porostów chronionych.

## Gatunki podobne
Charakterystyczne rzęski na brzegach plechy pozwalają odróżnić ten gatunek od innych kruszownic. Wyrostki posiada też kruszownica szorstka (Umbilicaria hirsuta), ale występuje zazwyczaj w postaci pojedynczych łusek i różni się ona górną powierzchnią. Bardzo podobna jest kruszownica pomarszczona (Umbilicaria proboscidea). Również ma czarne wyrostki, ale rzadsze i odróżnia się górną powierzchnią (jest pomarszczona).